# Mecklenburger Gedenktage
Mecklenburger Gedenktage (ZDB-ID 2632972-4) war eine Schriftenreihe der Landsmannschaft Mecklenburg, die von 1973 bis 1980 in Hamburg herausgegeben wurde und an Ereignisse und Personen aus der Geschichte Mecklenburgs erinnerte.
Mit der Herausgabe reagierte die Landsmannschaft auf den am 21. Dezember 1972 zwischen der Bundesrepublik Deutschland und der Deutschen Demokratischen Republik geschlossenen Grundlagenvertrag, mit dem sie „die Spaltung Deutschlands auf unabsehbare Zeit vertieft und das Recht des deutschen Volkes auf nationale Selbstbestimmung und Einheit in eine unbestimmte Ferne gerückt“ sah. Die Schriftenreihe solle in den Mitgliedern des Verbandes die Geschichte der engeren Heimat lebendig erhalten und das Bewusstsein pflegen, „daß Mecklenburg und seine Bewohner stets ein Teil des großen deutschen Vaterlandes waren, vielfältig und unlösbar ihm verbunden durch das gemeinsame Schicksal, die gemeinsame Sprache und Kultur und die vielfältigen Bindungen von Mensch zu Mensch“ seien, hieß es. „Wir werden auch weiterhin einer Verfälschung unserer Geschichte durch die Historiker der DDR entgegentreten und zu verhindern suchen, daß unsere Jugend in einem falschen, ideologisch einseitig geprägten Geschichtsbild aufwächst.“
Zwischen 1973 und 1980 sind insgesamt neun Hefte erschienen. Geplant war zunächst das Erscheinen von zwei Heften jährlich, das jedoch nur 1973 und 1974 durchgehalten wurde. Von 1975 bis 1978 erschien ein Heft jährlich. Die 1980 erschienene Folge 9/10 war ausschließlich den Mecklenburger Kulturpreisträgern gewidmet und enthielt Kurzporträts zu Friedrich Griese, Gustav Piehler, Friedrich Siems, Walter Lehmbecker, Georg Tessin, Gerhard Böhmer, Carl Friedrich Maaß, Otto Witte, Gerd Lüpke und Helmut de Voss.
Der Umfang der einzelnen Hefte im Format DIN A5 variierte zwischen acht und 22 Seiten. Als Verfasser der Beiträge zeichneten Otto Witte und Gerhard Böhmer. Empfänger der Hefte waren die Ortsvereinigungen der Landsmannschaft. Die Hefte dienten den Ortsvereinigungsvorsitzenden „als Mittel für die inhaltliche Gestaltung ihrer Ortsvereinigungsabende.“